# Dinamo Riga

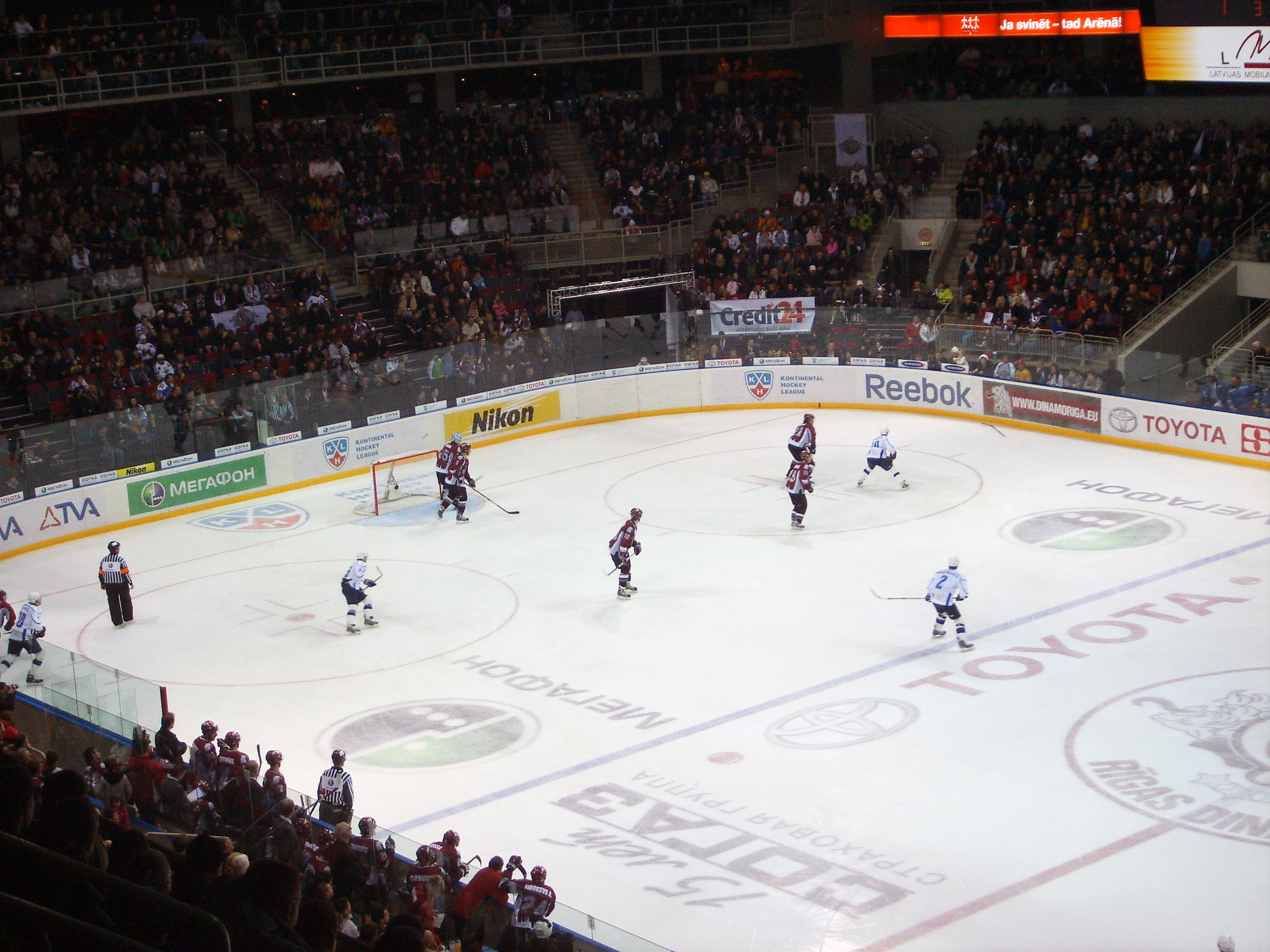
Dinamo Riga spelar hemmamatch i KHL mot Barys Astana i Arena Riga i december 2008.

Dinamo Riga (lettiska: Rīgas Dinamo) är en professionell ishockeyklubb från Riga, Lettland, som tidigare spelade i Kontinental Hockey League (KHL). Klubben ägs av bland andra Itera Latvija, Guntis Ulmanis, Viesturs Koziols, Aigars Kalvītis, Aldis Pauniņš, Guntis Rāvis och Juris Savickis, och spelar sina hemmamatcher i Arena Riga som byggdes inför Ishockey-VM 2006. Klubben har även ett farmarlag, Zemgale som spelar i den lettiska ligan.  
Klubben bildades den 7 april 2008 som en uppföljare till klubben med samma namn som grundades 1946 och lades ned 1995. Den tidigare upplagan av Dinamo Riga var ofta den mest segrande klubben i Sovjetunionen utanför Moskva, och nådde sin största framgång när laget säsongen 1987/1988 förlorade finalen i det Sovjetiska mästerskapet mot CSKA Moskva.
Den 27 februari 2022 meddelade klubben att man drar sig ur KHL, efter Rysslands invasion av Ukraina.

## Historik
I lagets första säsong efter nybildningen säsongen 2008/2009, slutade laget tia i grundserien och slogs ut i tre raka matcher av HC Dynamo Moskva i åttondelsfinalen av KHL:s slutspel Gagarin Cup. De två efterföljande säsongerna, 2009/2010 och 2010/2011, lyckades laget ta sig till kvartsfinal båda åren, klubbens mest framskjutna placering i KHL. Säsongen 2011/2012 missade laget slutspelet, men lyckades vinna Nadezhda Cup. Säsongen 2011/2012 gick klubben även till final i Spengler Cup, vilken man förlorade mot HC Davos.